# The Boathouse
The Boathouse er det tiende studiealbum fra det keltiske band Gaelic Storm. Det blev udgivet 20. august 2013. Navnet på albummet refererer til et bådhus i Annapolis, Maryland, hvor sangene blev indspillet. The Boathouse opnåede to uger som #1 på Billboard World Albumchart.

## Spor
Alle sangene er traditionelle sange, bortset fra "Watery Grave" som er skrevet af Steven Twigger.
| Spor | Titel                   | Varighed |
| ---- | ----------------------- | -------- |
| 01   | "Yarmouth Town"         | 4:35     |
| 02   | "Girls of Dublin Town"  | 3:00     |
| 03   | "Liverpool Judies"      | 3:45     |
| 04   | "My Son John"           | 3:30     |
| 05   | "Down to Old Maui"      | 4:35     |
| 06   | "Mingulay Boat Song"    | 5:00     |
| 07   | "Cape Cod Girls"        | 3:26     |
| 08   | "Weary Whaling Grounds" | 3:09     |
| 09   | "Essequibo River"       | 3:51     |
| 10   | "Watery Grave"          | 4:15     |
| 11   | "Whiskey Johnny"        | 2:41     |
| 12   | "William Hollander"     | 4:39     |